# Campionati Internazionali di Sicilia 1995
I Campionati Internazionali di Sicilia 1995 sono stati un torneo di tennis giocato sulla terra rossa. È stata la 16ª edizione dei Campionati Internazionali di Sicilia, che fanno parte della categoria World Series nell'ambito dell'ATP Tour 1995. Si sono giocati a Palermo in Italia, dal 25 settembre al 1º ottobre 1995.

## Campioni

### Singolare
Francisco Clavet ha battuto in finale  Jordi Burillo con il punteggio di 6(3)–7, 6–3, 7–6(1)

### Doppio
Àlex Corretja /  Fabrice Santoro hanno battuto in finale  Hendrik Jan Davids /  Piet Norval con il punteggio di 6–7, 6–4, 6–3